# Zoe Newson
Zoe Newson es una pesista británica. En 2012, alcanzó un récord europeo en el Campeonato Británico de Levantamiento IPC y obtuvo el bronce en la clase menor a 40  kg para Gran Bretaña en los Juegos Paralímpicos de verano de 2012 en Londres.

## Biografía
Newson nació en Ipswich el 24 de marzo de 1992 y se educó en East Bergholt High School. Al nacer presentó deficiencia de la hormona del crecimiento, y se inició en el levantamiento de pesas en 2006, uniéndose al club Suffolk Spartans en Colchester en 2007. Ingresó a una competencia local en 2007, levantando cerca de 40   kg, pero para enero de 2008 había mejorado a 47.5   kg, obteniendo el segundo lugar en una competencia paralímpica en Cardiff. En mayo, levantó una mejor marca personal de 60  kg y repitió esta hazaña en junio durante las Finales Británicas convirtiéndose en campeona británica en su clase.  
En 2009 bajó de peso para competir en la clase menor a 40 kg,  y en Cardiff levantó 70  kg para tomar el primer lugar. Mejoró nuevamente ese verano con el primer lugar tanto en los Juegos Mundiales de Enanos como en las Finales Británicas, levantando 75   kg en ambos. En noviembre viajó a Bangalore para competir en los Juegos Mundiales IWAS, obteniendo plata en los eventos junior y senior. En 2010, ocupó el primer lugar nuevamente en Cardiff, ahora levantando 80   
kg. Su progreso continuó durante todo el año, levantando 85  kg, doblando su propio peso, en las finales británicas y rompiendo el récord europeo junior. En julio, fue invitada a asistir al Campeonato Mundial de Levantamiento de Potencia IPC en Kuala Lumpur, terminando primera en el evento junior y cuarta en el senior. Terminó el año clasificándose para el equipo de Inglaterra que competiría en los Juegos de la Mancomunidad de 2010, con su elevación de 85   
kg colocándola justo fuera del podio de las medallas en cuarto lugar.  
En 2011, obtuvo el primer lugar en Cardiff, las Finales Británicas y los Juegos Mundiales Júnior de IWAS. Luego se tomó un descanso de competencia para entrenar en preparación para la calificación a los Juegos Paralímpicos de verano 2012. Con un mejor registro personal de 88  kg en Cardiff, Newson solo ingresó a los eventos que garantizarían su posición en el equipo de Gran Bretaña. En febrero se clasificó para el equipo tomando el único puesto en las categoría menor de 40 kg. El 30 de agosto, ganó   ganó la medalla de bronce en Londres.